# Bassus semistriatus
Bassus semistriatus är en stekelart som först beskrevs av Walker 1874.  Bassus semistriatus ingår i släktet Bassus och familjen bracksteklar. Inga underarter finns listade.